# 李浩正
李 浩正（イ・ホジョン、朝鮮語: 이호정、1938年10月20日 - 2007年7月11日）は、大韓民国の歯科医、政治家、ボランティア活動家。第14代韓国国会議員。
本貫は安城李氏。キリスト教徒。

## 経歴
日本統治時代の京畿道華城郡（現・華城市）出身。水原中学校、水原高等学校を経て、1961年ソウル大学校歯科大学卒。同大学院修了（医学博士）。水原YMCA理事長、ワイズメンズクラブ国際協会京畿地方長、大韓歯科医師協会副会長、家庭法律事務所水原支部理事長、社会発展協議会中央会議長、第14代国会行政委員会幹事・予決委員・労働委員・通信科学委員、民正党政策委員、統一国民党京畿道支部長・党務委員などを務めた。民自党の国会議員として活動していたが、任期中の1995年2月9日にいきなり黄珞周国会議長を訪ねて議員辞職願を提出した。その直前に選挙法違反の疑いにより、検察の捜査を受けたことが原因だとされる。
1999年に脳卒中で倒れ、リハビリなどの治療を受けたが好転する様子はなかった。2007年7月11日、持病により死去した。享年69。